# 三条実重
三条 実重（さんじょう さねしげ）は、鎌倉時代中期から後期にかけての公卿。内大臣・三条公親の子。官位は従一位・太政大臣。三条入道相国と号す。

## 経歴
以下、『公卿補任』の内容に従って記述する。
- 文応元年（1260年）11月15日、叙爵。
- 弘長3年（1263年）1月6日、従五位上に昇叙。
- 文永元年（1264年）12月21日、侍従に任ぜられる。
- 文永4年（1267年）1月5日、正五位下に昇叙。同年12月30日、禁色を許される。
- 文永5年（1268年）1月29日、甲斐権介を兼ねる。
- 文永6年（1269年）1月5日、従四位下に昇叙。同年3月27日、左中将に任ぜられる。
- 文永7年（1270年）12月4日、従四位上に昇叙。
- 文永11年（1274年）1月7日、従三位に叙され、左中将は元の如し。
- 建治元年（1275年）1月18日、尾張権守を兼ねる。
- 健治3年（1277年）1月5日、正三位に昇叙。
- 弘安2年（1279年）11月18日、従二位に昇叙。
- 弘安6年（1283年）3月28日、正二位に昇叙。
- 弘安7年（1284年）1月13日、参議を経ず 権中納言に任ぜられる。
- 弘安8年（1285年）2月20日、帯剣を勅授される。
- 正応元年（1288年）7月11日、権大納言に任ぜられるが翌日12日、母の喪に服す。
- 正応4年（1291年）3月25日、右近衛大将を兼ねる。
- 正応5年（1292年）5月15日、右大将を止められるが、同年閏6月16日には左近衛大将に任ぜられる。また同年9月には任大臣の兼宣旨があり同年11月5日、内大臣に任ぜられる。同日、左大将は元の如し。同年12月、左大将を辞した。
- 永仁元年（1293年）3月21日、上表して内大臣を辞した。
- 正安2年（1300年）3月1日、従一位に昇叙。
- 文保2年（1318年）8月24日、太政大臣に任ぜられた。
- 元応元年（1319年）10月18日、太政大臣を辞した。
- 元応2年（1320年）9月23日、出家。法名は覚空。
- 嘉暦4年（1329年）6月26日、薨去。

## 正応5年の左右近衛大将人事
正応5年（1292年）は西園寺公衡が更迭されたことにより、近衛大将の人事に混乱が生じた年である。同年5月15日、左大将には権大納言花山院家教が、右大将には権大納言西園寺公衡が任じられた。しかし閏6月16日に公衡が更迭されたために、先に右大将を止められていた三条実重は改めて左大将に、左大将に任じられていた家教は右大将にということになった。しかし実重は12月に左大将を止められて左大将の後任には権大納言久我通雄が任じられた。左大将久我通雄、右大将花山院家教という体制で永仁5年（1297年）まで続くことになった。

## 系譜
- 父：三条公親（1222-1292）
- 母：洞院実雄の娘
- 正室：中院通成の娘
  - 男子：三条公茂（1284-1324）
- 妻：家女房
  - 男子：三条実忠（1304-1347） - 三条公茂の養子